# Biserica evanghelică din Florești
Biserica evanghelică din Florești, comuna Laslea, județul Sibiu, a fost construită în secolul XV. Figurează pe lista monumentelor istorice 2010, Cod LMI:  SB-II-m-B-12388.

## Localitatea
Fälzenderf, în maghiară Földszin, Földszintelke) este un sat în comuna Laslea din județul Sibiu, Transilvania, România.

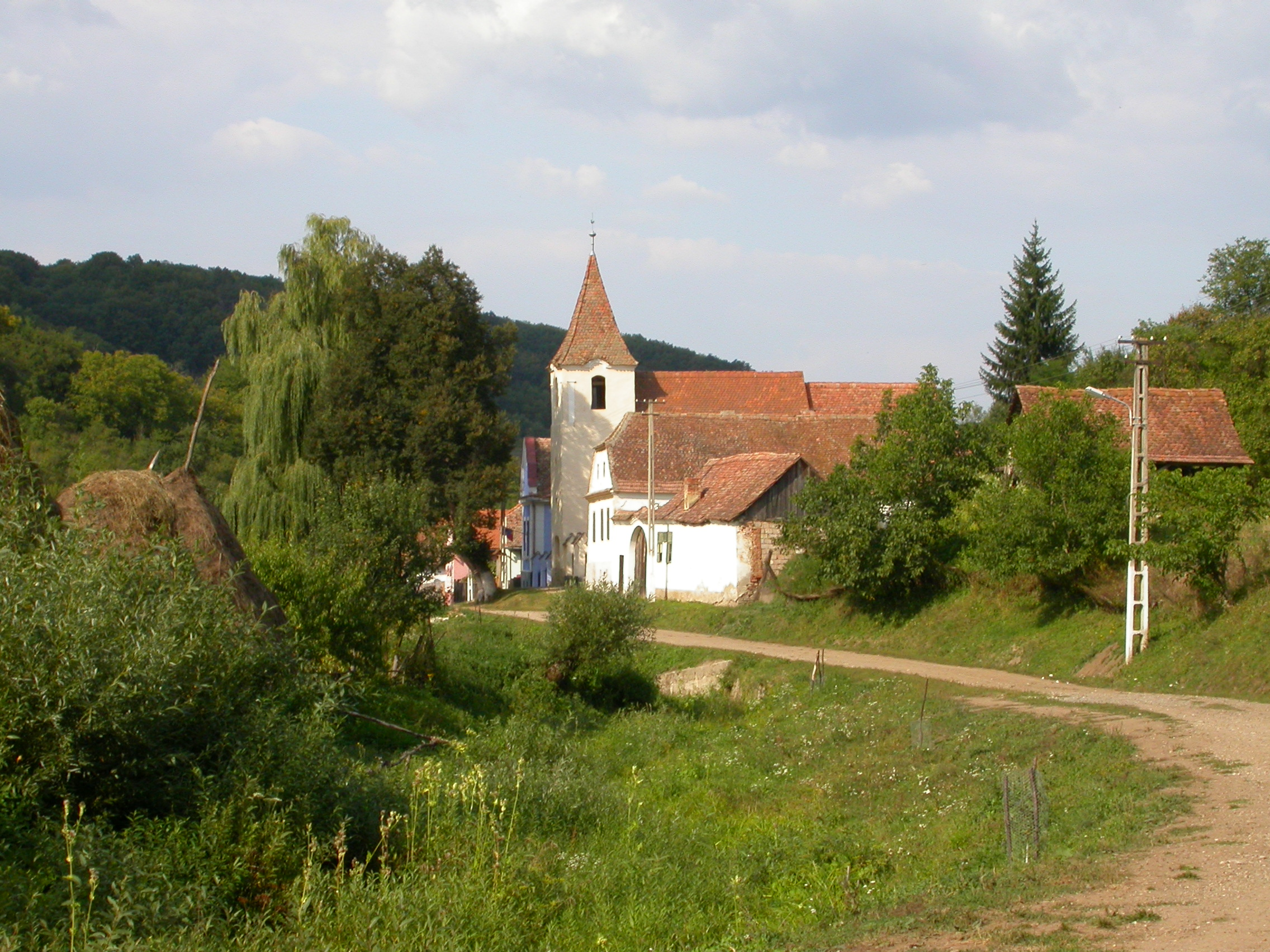
Biserica din depărtare

## Biserica
Biserica din localitatea Florești a fost construită la începutul secolului XV, cu contribuția financiară a familiei nobiliare Bethlen (Antonius și Markus Bethlen, nobili localnici). Evenimentul este marcat și de placa ce se află zidită în stânga altarului, și pe care se poate citi cifra 1424. Biserica-sală, de mici dimensiuni, a fost construită din piatră, cu un turn în partea de vest. Nava este acoperită de un tavan simplu din lemn, iar corul gotic de o boltă cu nervuri. Corul este despărțit de navă printr-un arc de triumf ogival. Turnul-clopotniță din lemn și acoperișul au fost puternic deteriorate de un incendiu în anul 1788. Turnul a fost reconstruit în anul 1835 și are un acoperiș de formă piramidală.
O parte din mobilierul bisericii se află în prezent la Muzeul de Artă din Cluj. Altarul vechi, din secolul XVI, se află la muzeu în Sighișoara. Actualul altar neogotic datează din anul 1899. Orga cu șapte registre a fost construită în anul 1908 de Karl Einschenk din Brașov.

## Imagini din exterior

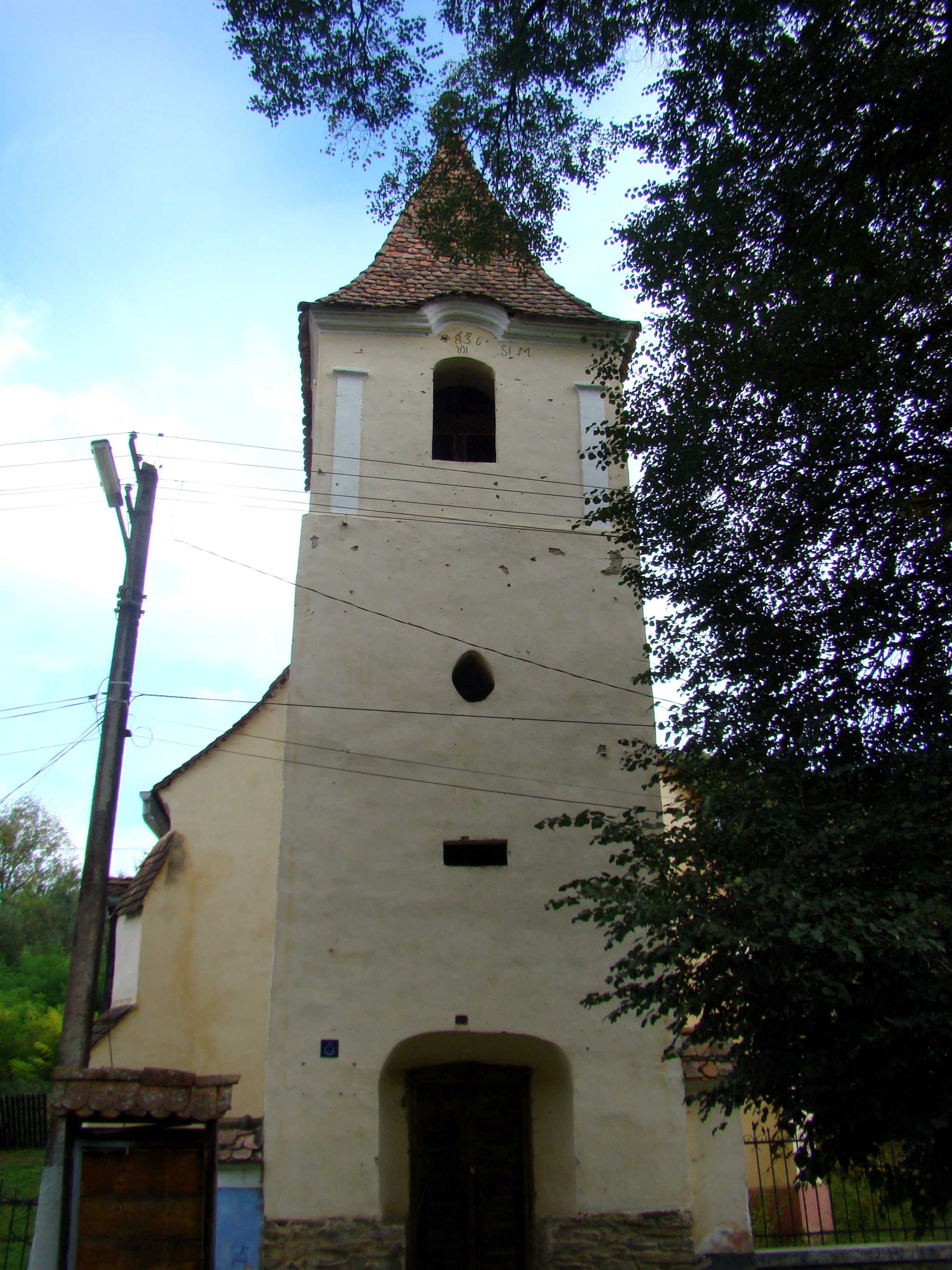
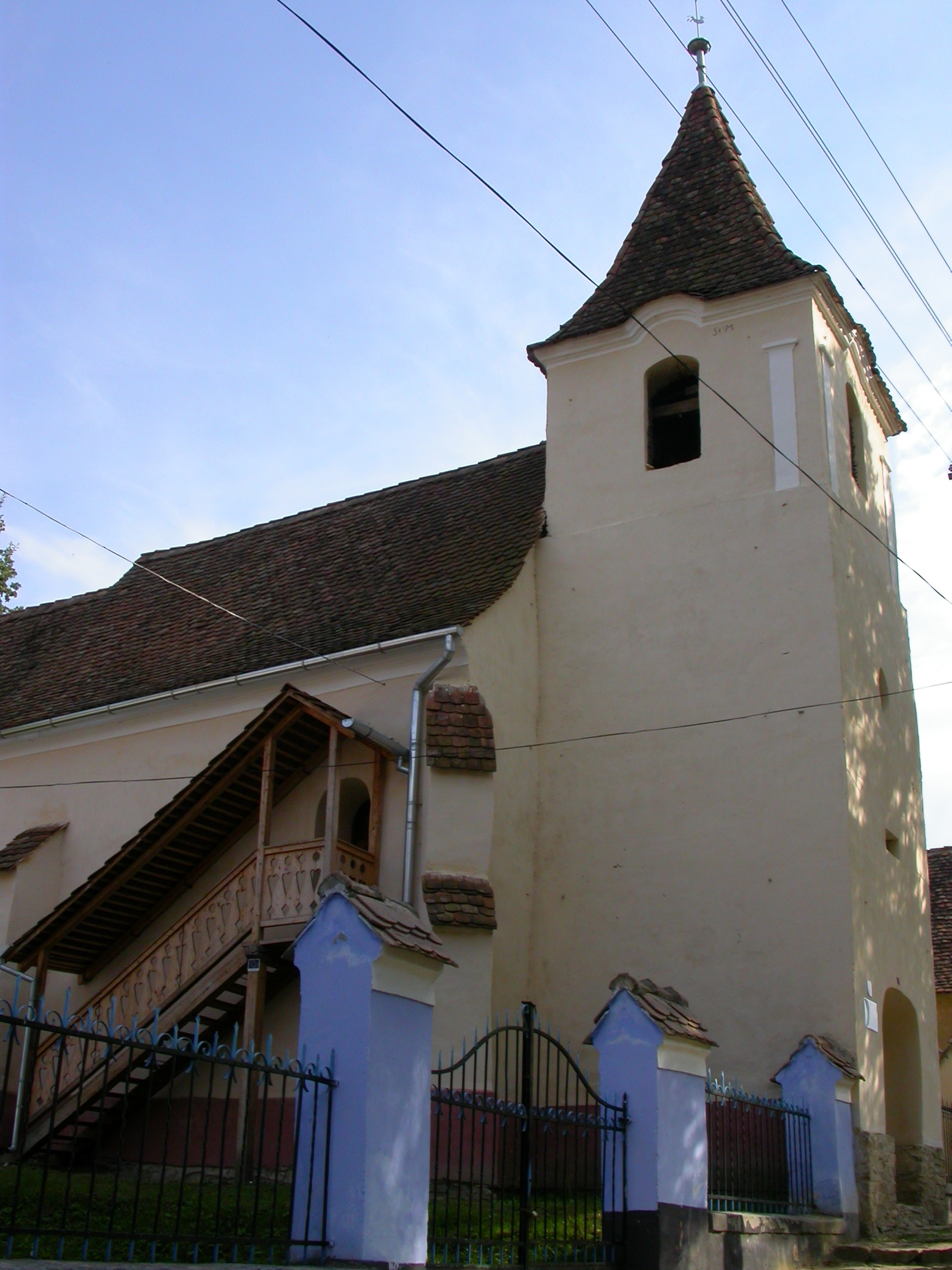
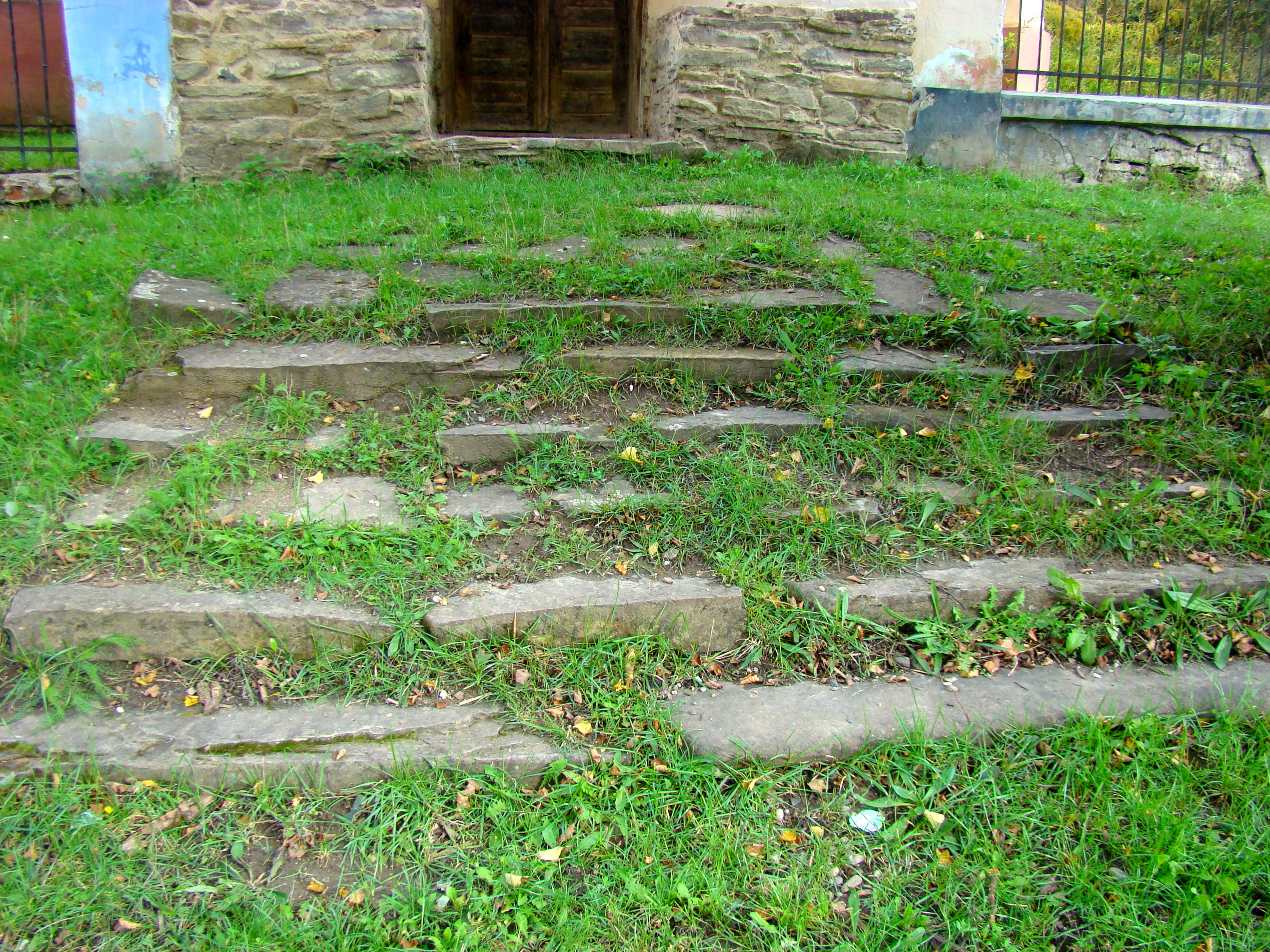
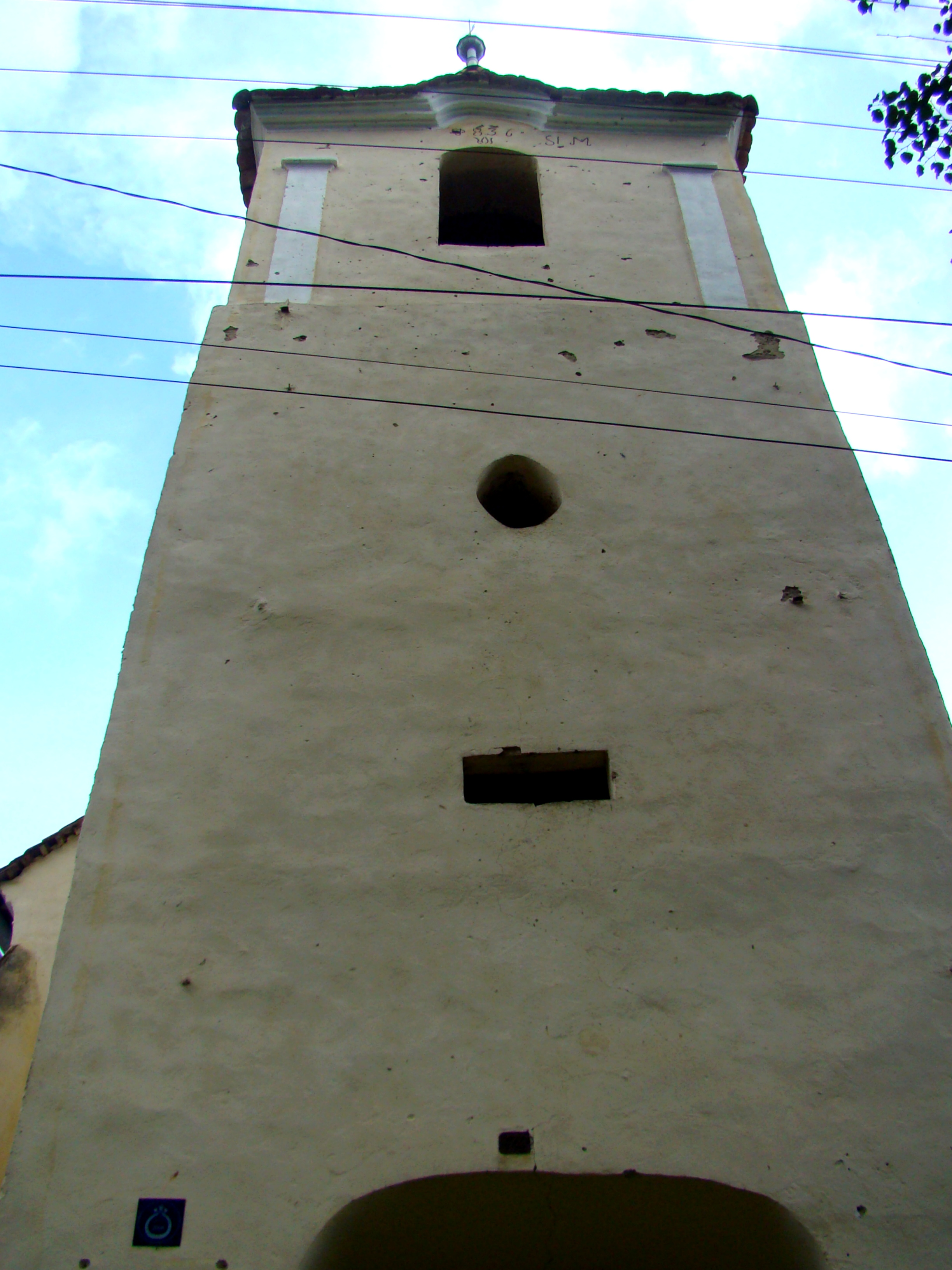
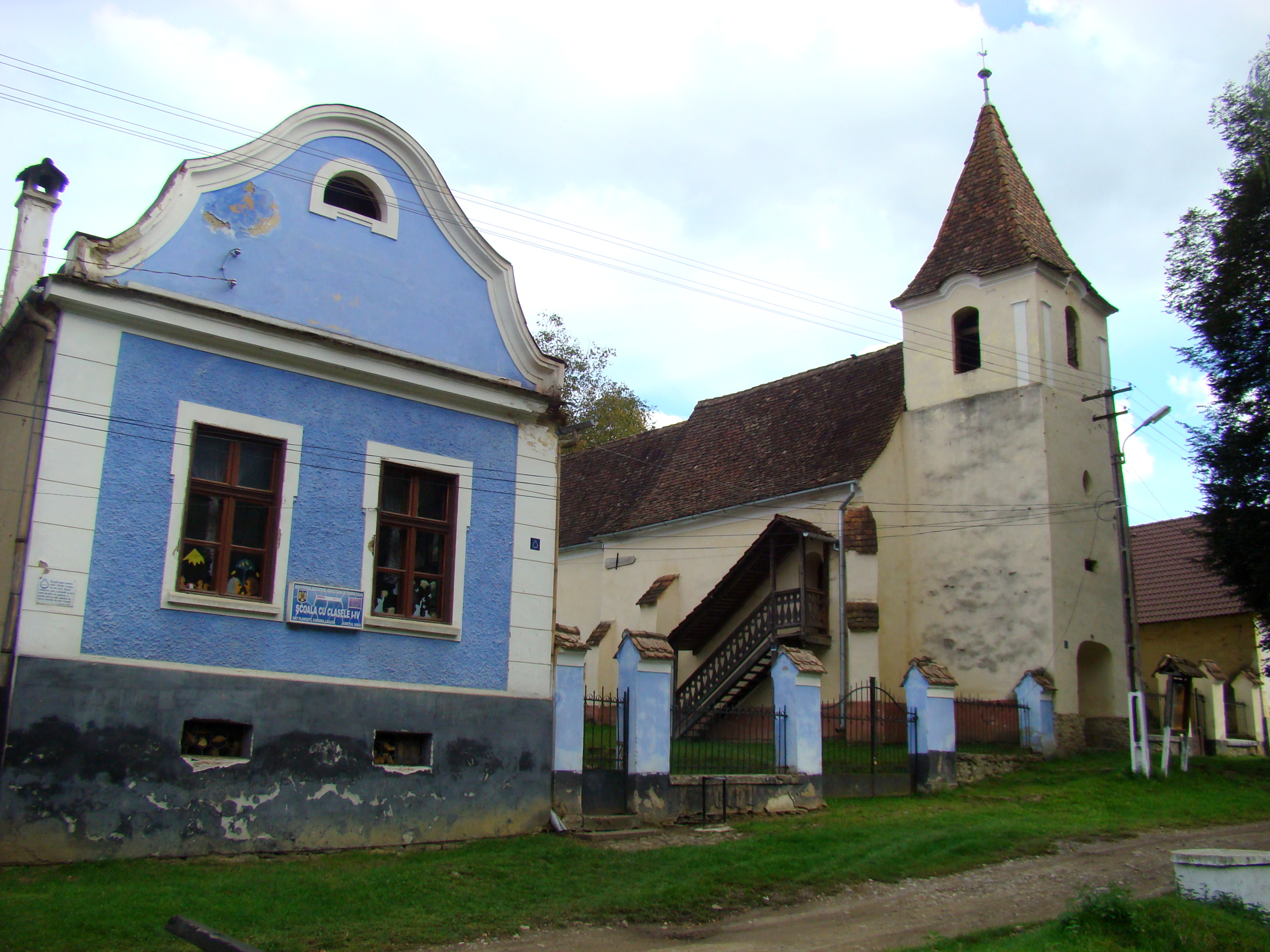

## Vezi și
- Florești, Sibiu